# Räckelwitz
Räckelwitz, in alto sorabo Worklecy, è un comune di 1.180 abitanti della Sassonia, in Germania.
Appartiene al circondario (Landkreis) di Bautzen (targa BZ) ed è parte della comunità amministrativa (Verwaltungsverband) di Am Klosterwasser.